# 黃鑄
黃鑄（1506年—？），字國範，號欧山，福建泉州府晉江縣人，軍籍，明朝政治人物。

## 生平
嘉靖十六年丁酉科（1537年）福建鄉試第三十四名舉人。嘉靖二十六年（1547年）中式丁未科會試第二百五名，登第二甲第八名進士。兵部觀政，歷官刑部主事、员外、郎中、撫州府知府。升江西按察司副使。

## 家族
曾祖黃雲清；祖父黃從和；父黃璘，母吳氏。永感下。子大成、大文、大献、大宾（举人）、大都。